# Claus Toksvig
Claus Bertel Toksvig (ur. 21 października 1929 w Kopenhadze, zm. 5 listopada 1988) – duński polityk, prezenter telewizyjny i dziennikarz, od 1984 do 1988 poseł do Parlamentu Europejskiego.

## Życiorys
Syn edytora i ilustratora Haralda Toksviga oraz Karen Frederikke Clauson Kaas. W 1948 rozpoczął studia, po trzech latach wyjechał do Wielkiej Brytanii. Od 1951 do 1956 pracował jako asystent produkcji przy duńskojęzycznych programach BBC, następnie do 1958 jako reporter Federal Broadcasting Corporation z Federacji Rodezji i Niasy. W latach 1958–1981 związany z publicznym nadawcą Danmarks Radio. Był reportem i prezenterem programów informacyjnych, w tym wieczornego „TV Avisen”, zyskując sporą rozpoznawalność. Został także korespondentem z Nowego Jorku oraz Londynu – w pierwszym z miast jako pierwszy stały korespondent tej stacji. Przez trzy lata komentował konkurs Eurowizji oraz wystąpił jako narrator w filmie „Reptilicus” z 1961. Opublikował trzy książki.
W 1984 wybrano go posłem do Parlamentu Europejskiego z ramienia Konserwatywnej Partii Ludowej. Przystąpił do Europejskich Demokratów, od 1985 na stanowisku wicelidera frakcji, w 1987 ubiegał się też o jej prezesurę. Zajmował też stanowisko wiceprzewodniczącego PE (1986–1987) i szefa Delegacji ds. stosunków z Norwegią (1987–1988). Zmarł w trakcie kadencji.

## Życie prywatne
Od 1954 żonaty z Brytyjką Julie Anne Brett. Mieli troje dzieci: Nicka, Jenifer oraz Sandi, aktorkę i komik. Pochowano go na cmentarzu Nørup w gminie Velje.